# Aritmia (verstan)
Az aritmia vagy latinosan arythmia a verstanban valamely költemény metrikai képletében jelentkező hibás vagy következetlen ritmus.